# می‌هویو
می‌هویو (به انگلیسی: miHoYo و به چینی: 米哈游) یک توسعه دهنده و ناشر بازی های ویدیویی چینی مستقر در شانگهای است . این شهرت به دلیل توسعه بازی های اکشن در موبایل به سبک انیمه و مانگای ژاپنی است . این شرکت بیشتر به دلیل ایجاد Honkai Impact 3rd و اخیراً زنلس زون زیروzenless zone zero شناخته شده است . شعار آنها: "اوتاکو های فنی جهان را نجات می دهد" است و یک شعبه مرکزی در توکیو ژاپن نیز است

## تاریخچه
این شرکت در سال ۲۰۱۱ توسط سه دانشجوی دانشگاه شانگهای جیائو تانگ تاسیس شد که تصمیم گرفتند بازی ها را بر اساس عشق خود به انیمه توسعه دهند. اولین بازی پر سر و صدا بازی Gun Girls بود که در سال ۲۰۱۴ منتشر شد. از آن زمان ، آنها موفق به انتشار بازی های انیمه شدند که بیشتر مورد توجه مصرف کنندگان مرد از طریق تلفن همراه قرار گرفت. اگرچه برخی از بازی های آنها در آسیا موفقیت آمیز بود ، اما تا زمان انتشار Honkai Impact 3rd که به لحاظ محلی و هم به یک موفقیت بزرگ تبدیل شد ، به موفقیت جهانی نمی‌رسند. جدیدترین بازی آنها،گنشین ایمپکت، اولین نسخه کنسول آنها بود و به لطف انتشار و گیم پلی گسترده آن ، موفقیت بزرگتری هم کسب کرد.